# Grand Theft Auto: Liberty City Stories
Grand Theft Auto: Liberty City Stories (скор. GTA: Liberty City Stories або GTA: LCS) — комп'ютерна гра, розроблена у співпраці між Rockstar Leeds і Rockstar North і видана Rockstar Games. Це дев'ята за рахунком і четверта тривимірна гра серії Grand Theft Auto. Спочатку була випущена як ексклюзив для PlayStation Portable в жовтні 2005 року. Пізніше в червні 2006 року був випущений порт для PlayStation 2. На момент випуску рекомендована роздрібна ціна порту для PS2 становила приблизно половину ціни версії для PSP, тому що у версії для PS2 відсутня можливість прослуховування в грі музики користувача, як у версії для PSP.
Порти для пристроїв IOS, Android і Fire OS також були випущені в грудні 2015, лютому 2016 і березні 2016 року відповідно.

## Геймплей
Ігровий процес Grand Theft Auto: Liberty City Stories зберіг усі характерні особливості попередніх ігор серії Grand Theft Auto. Головним героєм гри є Тоні Сіпріані, який давав місії Клоду в Grand Theft Auto III.
Усі місії герой отримує від кримінальних босів та інших персонажів гри. За час проходження Grand Theft Auto: Liberty City Stories гравці можуть виконати безліч завдань від різних персонажів, включно із Сальваторе, його дружиною Марією, Джозефом Даніелем «JD» О'Тулом, Вінченцо «Lucky» Чіллі, і навіть старою мамою Тоні.
Головний герой не вміє плавати, не може приймати їжу, змінювати свою зовнішність і покращувати свої характеристики, але може поміняти одяг, який відкривається після проходження окремих місій.
Поряд із 70 основними місіями сюжетної лінії в грі присутні додаткові другорядні місії: перегони, телефонні місії, «Rampage», завдання за представників різних професій, викрадення автомобілів на замовлення, унікальні автомобільні стрибки і збір секретних пакетів.
Схема переслідування поліцією повністю збереглася. Також не зазнав значних змін штучний інтелект інших персонажів гри.

### Місце дії
Дія гри відбувається у вигаданому місті Ліберті-Сіті (яке також є основним місцем дії Grand Theft Auto III, Grand Theft Auto Advance, Grand Theft Auto IV і Grand Theft Auto: Chinatown Wars). Події гри розгортаються в 1998 році, за три роки до історії Grand Theft Auto III.
Ліберті-Сіті в Grand Theft Auto: Liberty City Stories відрізняється від міста в Grand Theft Auto III або в Grand Theft Auto Advance.
Розробники додали кілька нових локацій і переробили багато районів міста.
Так, наприклад, «Sex Club Seven» Луїджі Готереллі (англ. Luigi Goterelli) тут називається «Paulie's Revue Bar», і володіє ним Джозеф Деніел О'Тул (англ. JD O'Toole), який працює на мафіозну сім'ю Сіндакко (англ. Sindacco) з Grand Theft Auto: San Andreas, причому гравець стає свідком того, як клуб отримує нового власника і назву «Sex Club Seven». Також у місті існує невеликий район — «Маленька Італія» (англ. Little Italy), якого немає в Ліберті-Сіті часів Grand Theft Auto III, але його доля також стає відомою гравцеві в одній із місій.
Зазнав змін і шлях між островами. Міст між Портлендом і Стонтоном, а також тунель, що з'єднує їх у Grand Theft Auto III, ще не завершено, відкрито тільки секцію тунелю, яка йде від північної частини острова Шорсайд Вел до південної. Міст «Каллахан» (який руйнується вибухом на початку Grand Theft Auto III) також недобудований. Будівництво мосту в грі закінчено так і не буде, але після місії «Driving Mr. Leone» перед недобудованими прольотами з'являються трампліни, і гравець шляхом стрибків на транспортному засобі може потрапити на острів Портленд. Замість автодоріг між островами курсує пором, якого на момент дії Grand Theft Auto III вже немає, а на місці поромних причалів у Портленді та Стонтоні - відповідно в'їзд у вже добудований тунель Портер і невелика військова база.

## Нововведення
Оновився і розширився список ігрових засобів пересування — було додано нові автомобілі (наприклад, V8 Ghost, Thunder-Rodd, Deimos SP, Hellenbach GT, Phobos VT, Hearse і низку інших).
У Liberty City з'явилися і мотоцикли, які за сюжетом пізніше були заборонені в GTA III (на веб-сайті Grand Theft Auto: Liberty City Stories повідомляється, що наявність мотоциклів у Liberty City було засуджено громадськістю і підтримано корпорацією «Майбацу» (англ. «Maibatsu Corporation») для того, щоб збільшити використання автомобілів у місті).
Поряд із традиційними додатковими місіями таксиста, поліцейського, пожежника, медика тощо, у гру було додано нові:
- Trashmaster — на сміттєвозі потрібно зібрати трупи вбитих зі сміттєвих баків і відвезти на міське звалище.
- Karmageddon — потрібно влаштувати заворушення на вулицях міста на викраденій пожежній машині.
- Noodle Punk — місія схожа з такою місією розвізника піци з Vice City, тільки цього разу за вказаний час потрібно доставляти локшину з ресторану ' Punk Noodles.
- Car Salesman — місія з продажу автомобілів.
- Bike Salesman — місія з продажу мотоциклів.
- See the Sights Before Your Flight — необхідно зустріти туриста в аеропорту і провезти його по всіх визначних пам'ятках Ліберті-Сіті, встигнувши до зворотного авіарейсу.
- Avenging Angels — необхідно патрулювати район у спеціальній формі ангела-дружинника з напарником і відловлювати порушників правопорядку.
- Scooter Shooter — потрібно ганятися за поміченими автомобілями і розстрілювати їх з Tec-9, сидячи за спиною водія мотоцикла.

### Графіка
- Дистанція промальовування та графіка поліпшені порівняно з Grand Theft Auto III
- Роздільна здатність значно нижча, ніж у Grand Theft Auto III
- Модель відображення на склі та корпусі машин краща, ніж у Grand Theft Auto: San Andreas (PC, PS2)
- Систему частинок покращено порівняно з Grand Theft Auto III
- Як було зазначено в анонсі IGN Архівовано жовтень 22, 2021 на сайті Wayback Machine., розробники відмовилися від RenderWare на користь нового рушія, щоб максимально використати технічні можливості PSP[7]. RenderWare був ігровим рушієм Grand Theft Auto упродовж останніх трьох частин: Grand Theft Auto III, Grand Theft Auto: Vice City і Grand Theft Auto: San Andreas.
- У версії для IOS роздільна здатність стала вищою, ніж у Grand Theft Auto III, дальність промальовування ще збільшено, але модель відображення навіть в iOS версії гірша, ніж Grand Theft Auto San Andreas (IOS, Android, Windows Phone), і система частинок стала кращою, ніж у Grand Theft Auto San Andreas (PC, PS2).

### Багатокористувацький режим
Версія Grand Theft Auto: Liberty City Stories для PSP підтримує багатокористувацький режим із максимум 6 гравцями через бездротовий зв'язок Wi-Fi. У грі сім режимів мережевої гри (загалом оприлюднено три режими мультиплеєра):
- Liberty City Survivor — головне завдання цього режиму набрати найбільшу кількість очок. Битися можна як у командах, так і поодинці. Назва режиму це відсилання до реклами однойменних ігор на радіо Game FM;
- Protection Racket — гравці діляться на дві команди: Атакуючі і Ті, що захищають. Матч відбудеться з двох раундів, у першому раунді нападники повинні підірвати 4 лімузини, які перебувають під наглядом гравців, що захищають. У другому раунді гравці міняються місцями (нападники стануть захисниками, а гравці захисники стануть нападниками). Переможе команда, яка знищила 4 лімузини за менший час;
- Get Strech — у цьому режимі гравцям буде надано можливість захоплювати прапори. Гравці діляться на дві команди, кожна з яких має свою базу і один лімузин, переможе та команда, яка змогла привезти два лімузини на базу (ворожий і свій);

У версії PS2, Android і IOS мультиплеєр відсутній.

## Сюжет
1998 рік. Тоні Сіпріані повертається в Ліберті-Сіті після кількох років життя в іншому місці, через вбивство члена іншої мафіозної Сім'ї за дорученням дона Сальваторе Леоне. За час відсутності Тоні багато членів Сім'ї Леоне піднялися по ранговій драбині, а місце капореджиму Сім'ї зайняв Вінченцо Чіллі. Сальваторе віддає Тоні під командування Вінченцо. Сіпріані виконує кілька доручень для нього, але Вінченцо, побоюючись того, що Тоні може зайняти його місце, підставляє його, відправивши за машиною, за якою стежила поліція. Тоні вибирається із засідки і розриває співпрацю з Вінченцо.
Сіпріані працює з Джейді О'Тулом, членом ворожої Сім'ї Сіндакко, який працює на Леоне під прикриттям. Під час його завдань Тоні завдає великого удару по сім'ї Сіндакко, знищивши їхнє казино. Також Сіпріані виконує завдання для своєї матері, знайомої за GTA III. Мати Тоні вважає його негідним і постійно приводить йому в порівняння покійного батька. Під час місій Тоні вбиває коханця матері, сицилійського кухаря Джованні Касу. Зрештою вона зовсім сходить з котушок і відправляє по «недбайливого синка» кілерів, з якими він розправляється. Зрештою, роботу Тоні пропонує сам Сальваторе, який намагається заробити на страйках проти тунелю і мосту в доках та таємно сплавляти і приймати наркотики. За допомогою Тоні Сальваторе заманює на свій бік верхівку профспілки на чолі з незговірливою і зарозумілою Джейн Гоппер. Також Тоні проводить операцію з Колумбійським Картелем. Під час завдань Сальваторе Тоні зазнає домагань з боку його дружини Марії Латоре і виконує її забаганки. Члени Сіндакко викрадають дона Леоне і намагаються вбити, але його рятує Тоні. Розлючений Сальваторе особисто береться за зброю і разом із Тоні та членами Сім'ї відвойовує у Сіндакко Квартал Червоних Ліхтарів. Джейді нарешті офіційно посвячують у сім'ю Леоне, але натомість вбивають — параноїк Сальваторе не хоче вірити тому, хто одного разу вже зрадив його та приєднався до іншої сім'ї. Тоні отримує дзвінок від Вінченцо з пропозицією зустрітися і помиритися, але на місці зустрічі на Сіпріані чекає засідка. Тоні вбиває всіх посіпак Чіллі і самого Вінченцо, який не змирився зі зростаючим впливом Тоні в Сім'ї.
Під час заключних місій Джейді Тоні дізнається про діяльність у місті високопоставленого члена Сицилійської мафії Массімо Торіні. Він був посланий у місто для врегулювання всіх конфліктів між Сім'ями. Насправді ж він намагається зіштовхнути з Сім'єю Леоне латиноамериканську банду Діаблос і китайських Тріад. Тоні з членами Леоне відбиває великий напад Діаблос на Квартал Червоних Ліхтарів, Тріади ж підривають наркопідприємство Леоне. До того ж, доном цікавиться ще й поліція, і йому разом із Тоні доводиться тікати з Портленда, перестрибнувши на Стаунтон через ще недобудований міст Каллахан.
Свою діяльність на Стаунтоні Сальваторе починає з убивства мера міста Рождера С. Гоула, який доставляв багато проблем Родині. Після вбивства мера, що відбулося під час його ранкової пробіжки в парку, Сальваторе офіційно втаємничує в Сім'ю Тоні і робить його капореджимом. Дон хоче зробити мером міста магната Дональда Лава, який працював на Леоне. Тоні допомагає Дональду в боротьбі з іншим претендентом, Майлзом О'Донованом, якого висунула інша ворожа мафіозна Сім'я — Сім'я Фореллі. Але зв'язок Дональда з мафією стає занадто очевидним, і Лав програє на виборах.
Тоні знову працює на Сальваторе і водночас співпрацює з Леоном МакАффрі, продажним поліцейським, який працює на Леоне. Під час виконання його завдань Сіпріані завдає великих ударів по Сім'ях Сіндакко і Фореллі. Також Сіпріані здійснює кілька терактів за дорученням репортера Неда Бернера, який переховувався під виглядом священика.
ФБР все-таки добирається до Сальваторе, і він просить допомоги у Тоні. Сіпріані відвойовує район Сади Вічіта у Сім'ї Фореллі, а також вбиває дона Поулі Сіндакко, стерши Сім'ю Сіндакко з кримінальної сцени Ліберті-Сіті. Сальваторе побоюється зростання впливу в місті японської Якудзи і Тоні знищує отриманий японцями військовий танк. Це привертає до Тоні увагу Тосіко Касен, дружини боса Якудзи Кадзукі Касена, якого вона бажає вбити. Тоні зриває кілька операцій Кадзукі і вбиває його самого. Тосіко ж закінчує життя самогубством. Тоні телефонує зубожілий Дональд Лав і пропонує вбити техаського магната Ейвері Керрінгтона, який співпрацював з будівельною компанією Panlantic. Також Тоні вбиває Неда Бернера, який був свідком убивства. Дональд виявляє дивне бажання отримати обидва трупи собі. З'ясовується, що Лав — справжнісінький канібал і некрофіл. Для нової забудови Тоні, за дорученням Дональда, за допомогою вибухівки 8-Ball'а знищує значну частину Форту Стаунтон — район «Маленька Італія». Саме на цьому місці в GTA III йде будівництво. Лав купує розкішний особняк у Кедровому Гаю, але йому починає загрожувати Колумбійський Картель. Тоні відбиває напад колумбійців і відвозить Дональда в аеропорт. Лав на деякий час залишає місто. Особняк же відходить Картелю і саме біля нього відбувається фінальне завдання GTA III.
Сальваторе відправляють на судове засідання для призначення застави за звільнення. Але під час перевезення дона на конвой нападають гангстери Сицилійської мафії. Тоні рятує Сальваторе, і згодом його відпускають. Сицилійці викрадають мера Майлза О'Донована, необхідного дону для зняття звинувачення. Сальваторе і Тоні переслідують човен сицилійців, відбиваючись від ворожих катерів мафії. Переслідування закінчується біля Портландського маяка. Викрадачем виявляється Массімо Торіні. Саме він стояв за всіма проблемами та війнами банд. Він хотів зіштовхнути всі мафіозні Сім'ї та вуличні угруповання між собою і, позбувшись їх, стати господарем міста. У фінальній сцені Торіні намагається знищити Тоні, Сальваторе і О'Донована з вертольота, але Сіпріані вдається збити його.
Сальваторе відводить Тоні до Дяді Леоне, дона сицилійської мафії в Ліберті-Сіті. Він визнає поразку і повертається на Сицилію. Сальваторе дякує Тоні і платить 500 тисяч доларів, хоча до цього обіцяв 2 мільйони.

## Персонажі
У Grand Theft Auto: Liberty City Stories гравець за сюжетом зустрічається з багатьма персонажами з інших ігор серії (третього покоління). Крім них Тоні зустрічає безліч персонажів, які спочатку створені і озвучені для гри.
У грі роль протагоніста виконує Тоні Сіпріані, озвучений Денні Мастроджорджо (в Grand Theft Auto III його озвучував актор Майкл Медсен), який працює на дона сім'ї Леоне — Сальваторе Леоне, якого, як і в минулих іграх серії, озвучував Френк Вінсент. Персонажі, як і у всіх іграх Rockstar Games, відрізняються яскравими образами, створеними акторами, що озвучували їх.

## Саундтрек
Саундтрек Grand Theft Auto: Liberty City Stories містить десять радіостанцій, які являють собою суміш кількох ліцензованих музичних доріжок і аудіодоріжки, створені спеціально для гри.
- Head Radio — налічує 7 треків;
- Double Clef — налічує 6 треків;
- K-Jah — налічує 8 треків;
- Rise FM — налічує 13 треків;
- Lips 106 — налічує 7 треків;
- Radio Del Mundo — налічує 8 треків;
- MSX '98 — налічує 11 треків;
- Flashback 95.6 — налічує 6 треків;
- The Liberty Jam — налічує 12 треків;
- Liberty City Free Radio — налічує 5 треків.

У версіях для PSP, iOS і Android є можливість прослуховування свого власного радіо: для цього необхідно створити на пристрої плейлист із назвою «GTA LCS», і він автоматично з'явиться в грі. Іконка цієї радіостанції матиме вигляд касети.

## Випуск на основних ігрових платформах

### PlayStation Portable
19 червня 2005 року ігровий журнал Official Playstation 2 Magazine UK опублікував перші достовірні відомості про новий проект Rockstar Games — Grand Theft Auto: Liberty City Stories, який мав бути ексклюзивною грою для кишенькової консолі PlayStation Portable. 12 вересня Rockstar Games презентувала офіційний сайт гри Grand Theft Auto: Liberty City Stories, а слідом за відкриттям офіційного сайту Grand Theft Auto: Liberty City Stories, у мережі Інтернет з'явилися чотири додаткові сайти, створені компанією Rockstar Games спеціально для фанатів ігор серії Grand Theft Auto.
Гра вийшла 25 жовтня 2005 року в Північній Америці та Канаді, а 4 листопада в Європі.

### PlayStation 2
5 січня 2006 року незважаючи на те, що співробітники Rockstar Games неодноразово заявляли, що Grand Theft Auto: Liberty City Stories ніколи не з'явиться на інших платформах, вони все ж таки змінили свою думку та вирішили випустити гру на PlayStation 2. На інтернет-порталі IGN опубліковано перше прев'ю Grand Theft Auto: Liberty City Stories версії під PlayStation 2. Гра вийшла на платформі PlayStation 2 6 червня 2006 року в Північній Америці та Канаді, а 22 червня - в Європі.

### PlayStation 3
Гра вийшла на платформі PlayStation 3 2 квітня 2013 року вийшла в США, а 3 квітня 2013 року — в Європі. Проєкти можна було придбати тільки в цифровій формі.

### IOS
17 грудня 2015 року, після виходу трейлера, гра стала доступною для купівлі в App Store. Портуванням на мобільні платформи займалася студія Lucid Games.

### Android
11 лютого 2016 року гра з'явилася в Google Play для Android. Як і у випадку з iOS-версією, ця гра має позначку «10 Years Anniversary», адже за традицією Rockstar Games портирували на мобільні платформи через 10 років після виходу.

## Оцінки та відгуки
| Агрегатор  | Оцінка | Оцінка |
| Агрегатор  | PS2    | PSP    |
| ---------- | ------ | ------ |
| Metacritic | 78/100 | 88/100 |

| Видання      | Оцінка | Оцінка |
| Видання      | PS2    | PSP    |
| ------------ | ------ | ------ |
| 1Up.com      | A      | A      |
| Eurogamer    | 8/10   | 9/10   |
| GameSpot     | 7.1/10 | 8.6/10 |
| GameTrailers |        | 9.1/10 |
| IGN          | 8/10   | 9/10   |

### Продажі
У Сполучених Штатах версія для PlayStation 2 була продана накладом в 1 мільйон копій до 6 лютого 2007. До 27 грудня 2007 копії перекладу на PSP були продані тиражем в 1,83 мільйона, а продажі версії для PlayStation 2 склали 1,32 мільйона. До 26 березня 2008 року, за підрахунками компанії Take-Two, Grand Theft Auto: Liberty City Stories розійшлася накладом у 8 мільйонів копій.